# カンガレイ
カンガレイ Schoenoplectiella triangulatus Roxb. は、カヤツリグサ科ホタルイ属の植物。水辺に生育し、茎が三角の断面を持つ、イグサに似た姿の植物である。近縁種や類似種がいくつかある。

## 特徴
葉が発達せず、見かけ上は茎のみからなる植物である。名前の由来について、牧野はおそらく「寒枯れ藺」で、冬に地上部が枯れても、その茎が立っている様子に基づくと推定している。
地下茎はごく短く、多数の茎が束生する。花茎の基部には少数の葉があるが、いずれも鞘の形になり、葉身はない。
花茎はほぼ直立し、全体に緑色でつやがある。茎の断面はきれいな三角形。高さは70-100 cm、先端に向けて少しだけ細まる。茎の先端に花序が出るが、その基部から出る単一の苞葉が茎の延長のようになっているので、外見的には先の尖った茎の、先端からすこし下から側面に出るように見える。このようなあり方はイグサやホタルイと似ている。ただしカンガレイでは苞葉の部分が花序と反対側に少しだけ曲がるのが普通。
花序は多数の小穂が4個から多い場合は20個ほど、頭状に集まったもので、小穂には柄がない。小穂は長さ1-2cmの長楕円形で先端は多少尖り、淡緑色から褐色を帯びる。多数の鱗片が螺旋状にならび、その内側に小花を収める。
果実は長さ2-2.5mm黒く熟する。鱗片の内側には細長くて細かい逆棘の生えた針状付属物がある。これは花被に由来するもので、この種ではその長さが果実を少し超える。

## 生育環境
湿地や池沼の周辺に生育し、特に根元が水に浸ったようなところに生えることが多い。束になって生えるその姿はイグサに似ないでもないが、本数がはるかに少ないので、印象はかなり異なる。
人里から山間部まで、様々な水辺に見かけるが、水田のように人為的攪乱の激しいところにはあまり見られない。

## 分布
日本では北海道から琉球列島まで広く分布する。国外では朝鮮・中国からインド・インドネシアに知られる。

## 利用
特に有用な面はない。時に水草としてビオトープ施設などに用いられる程度。

## 類似の植物
同属であるサンカクイは、同じように三角の茎、茎の延長になっている苞と楕円形で多数の鱗片の重なった小穂を生じる点など、似た点が多い。茎一本だけ持ってくれば、ちょっと迷うところであろう。見かけ上の大きな違いは、サンカクイが長く匍匐茎を伸ばして、広がった群落を形成するのに対して、カンガレイは匍匐茎を出さず、まとまった株を作る点である。また、小穂に柄がなく、頭状に集まるカンガレイに対して、サンカクイでは無柄の小穂もあるが有柄のものが混じり、ややまばらな花序をなす点も大きな特徴である。分類学的には、カンガレイの場合は柱頭が三個あり、果実の断面が三角形であるのに対して、サンカクイは柱頭が二個、果実は扁平であり、やや異なった系統と考えられる。
より近縁な種もあり、それについては以下に記す。

## 分類
ごく近縁な種も発見されている。それらの区別はやや難しいが、普通に産するものではない。ただし、これらが注目されるようになったのは比較的新しいことなので、これまではその多くがカンガレイと混同されていた可能性がある。以下のようなものがある。
- S. mucronatus L. ヒメカンガレイ

全体にやや小型で、小穂は卵形、果実は長さ2mmで、刺毛は果実よりやや短い。日本では北海道から九州まででまれに見られるだけだが、分布は本種の方がより広く、南はインド・インドネシアから北はウスリーを経てヨーロッパにわたっている。なお、かつてはこの種の学名がカンガレイに当てられていた。
- - さらにこの種の変種としてタタラカンガレイ var. tataranus がある。

他に、カンガレイを片親とする自然雑種として以下のものが知られている。
- S. ×trapezoides (Koidz.) Hayasaka & Ohashi シカクホタルイ：イヌホタルイとの雑種
- サンカクホタルイ：ホタルイとの雑種